# Geschichte der Bahai-Religion
Die Geschichte der Bahai-Religion beginnt mit der Offenbarung von Sayyid Ali Muhammad, genannt „der Bab“ (arabisch: „Das Tor“), dem Stifter des Babismus. Die zweite wichtige Person ist Mirza Husayn Ali Nuri, genannt „Baha’u’llah“ (arabisch: „Herrlichkeit Gottes“), der Stifter der Bahai-Religion. Die Vorgeschichte beginnt mit dem Wirken von Scheich Ahmad al-Ahsā'ī und von Sayyid Kāzim Raschti im Schaichismus.

## Shaykhismus
Der Schaichismus ist eine Reformbewegung innerhalb des Islam, deren Anhänger sich im Erwarten des Jüngsten Gerichtes auf der Suche des Mahdi, dem Nachfolger Mohammeds, begaben.

### Ahmad al-Ahsā'ī
Scheich Ahmad al-Ahsā'ī wurde 1753 in al-Hasa, einer historischen Region im Osten des heutigen Saudi-Arabien geboren und begründete den Schaichismus. Er ernannte Sayyid Kāzim Raschti zu seinem Nachfolger, verließ jedoch zwei Jahre vor seinem Tod den Shaykhismus und verstarb 1826.

### Sayyid Kāzim Raschti
Sayyid Kāzim Raschti wurde 1793 in Rascht, einer Stadt im heutigen Nordiran geboren. Er verstarb zwischen dem 31. Dezember 1843 und dem 2. Januar 1844. Seine Anhänger machten sich auf die Suche nach dem Mahdi und Mulla Husayn sah in Sayyid Ali Muhammad den Mahdi, welcher sich daraufhin ihm offenbarte.

## Babismus

### Der Bab

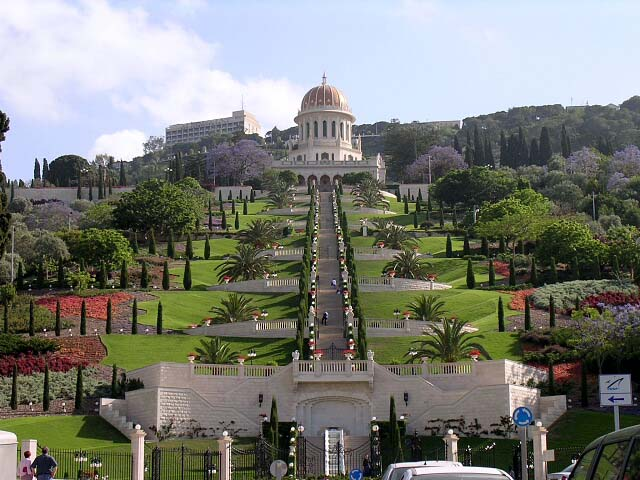
Der Schrein des Bab in Haifa, Israel

Sayyid Ali Muhammad wurde am 20. Oktober 1819 in Schiraz im Iran geboren. Er erhob am Abend des 22. Mai 1844 erstmals den Anspruch, ein Gesandter Gottes zu sein. Zu seinem Titel wählte er den schiitisch-eschatologischen Begriff „Bab“, was Tor bedeutet, und deutete ihn um zu „Tor zu Gott“. Damit erhob er den Anspruch, ein nach-mohammedanischer Prophet und der Wegbereiter eines folgenden Gottesoffenbarers zu sein. Daraufhin wurden manche Schiiten auf dem Babismus aufmerksam und zu Anhängern des Bab. Dennoch lehnten schiitische Gelehrte und Geistliche den Anspruch und die Offenbarung des Bab sowie seine Interpretation des Islam ab, da der Bab die Rolle der Religionsgelehrten in Frage stellte und für die Gleichberechtigung der Frau eintrat. Daraufhin wurde er Anfang 1847 verhaftet.
Als Ergebnis eines Konzils von einflussreichen Anhängern des Bab wurde im Juli 1848 in Badascht am Kaspischen Meer schließlich die offizielle Trennung vom Islam vollzogen.
Infolge der zunehmenden Missionstätigkeit der Babis kam es schnell zum Widerstand durch schiitische Gruppierungen und durch erste staatlich organisierte Verfolgungen. Daraufhin revoltierten einige Babis gegen die iranische Regierung, da die Idee des Dschihad in der Anfangszeit erhalten blieb. Schließlich wurde der Bab am 9. Juli 1850 in Täbris öffentlich hingerichtet, dennoch dauerten die Verfolgungen bis 1853 an, wobei tausende Babis getötet wurden.
Ab 1848 erlangten zwei der Anhänger des Bab große Bedeutung: die Söhne eines Staatsministers in Teheran und Halbbrüder Mirza Husayn Ali Nuri, später Baha’u’llah genannt, und Mirza Yahya Nuri, später Subh-i-Azal genannt. Der Bab hatte zwar verfügt, dass der damals neunjährige Subh-i-Azal die Führung der Babis übernimmt, aber dieser war dazu kaum in der Lage. Daraufhin schlugen Baha’u’llah und andere Babis ihn vor und der Bab ernannte Baha’u’llah 1849 bis zum Auftreten „Dessen, den Gott offenbaren wird“, der im Babismus erwarteten messianischen Gestalt, zum Sachwalter.

### Subh-i-Azal

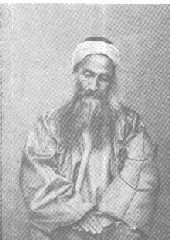
Mirza Yahya Nuri

Mirza Yahya Nuri wurde 1831 oder 1832 in Teheran im heutigen Iran geboren. Ab 1848 erlangten er und sein Halbbruder Mirza Husayn Ali Nuri, später Baha’u’llah genannt, unter den Babis an Bedeutung. Der Bab hatte zwar verfügt, dass der damals neunjährige Subh-i-Azal die Führung der Babis übernehmen sollte, dieser war aber dazu kaum in der Lage. Daraufhin schlugen Baha’u’llah und andere Babis ihn vor und der Bab ernannte Baha’u’llah 1849 bis zum Auftreten „Dessen, den Gott offenbaren wird“, der im Babismus erwarteten messianischen Gestalt, zum Sachwalter. Subh-i-Azal floh 1853 vor den Verfolgungen im Iran nach Bagdad ins Osmanische Reich zu Baha’u’llah. Obwohl dieser ihn aufforderte, wieder zurück nach Persien zu gehen, blieb Subh-i-Azal in Bagdad. Als Baha’u’llah 1863 weiter nach Edirne und Istanbul verbannt wurde, folgte ihm auch hier sein Halbbruder. Als Baha’u’llah dort öffentlich seinen Anspruch der Offenbarung für dieses Zeitalter erhob, antwortete Subh-i-Azal mit seinem Anspruch auf eine unabhängige Offenbarung Gottes. Seitdem nennen sich die Anhänger Subh-i-Azal nach ihm Azali und versuchten sich gegen Baha’u’llah durchzusetzen und ihn zu beseitigen. Daraufhin verbannte die osmanische Regierung die Halbbrüder in getrennte Exile: Baha’u’llah wurde nach Akkon in Palästina und Subh-i-Azal nach Famagusta auf Zypern verbannt, wo er am 29. April 1912 verstarb.

## Bahai

### Baha’u’llah

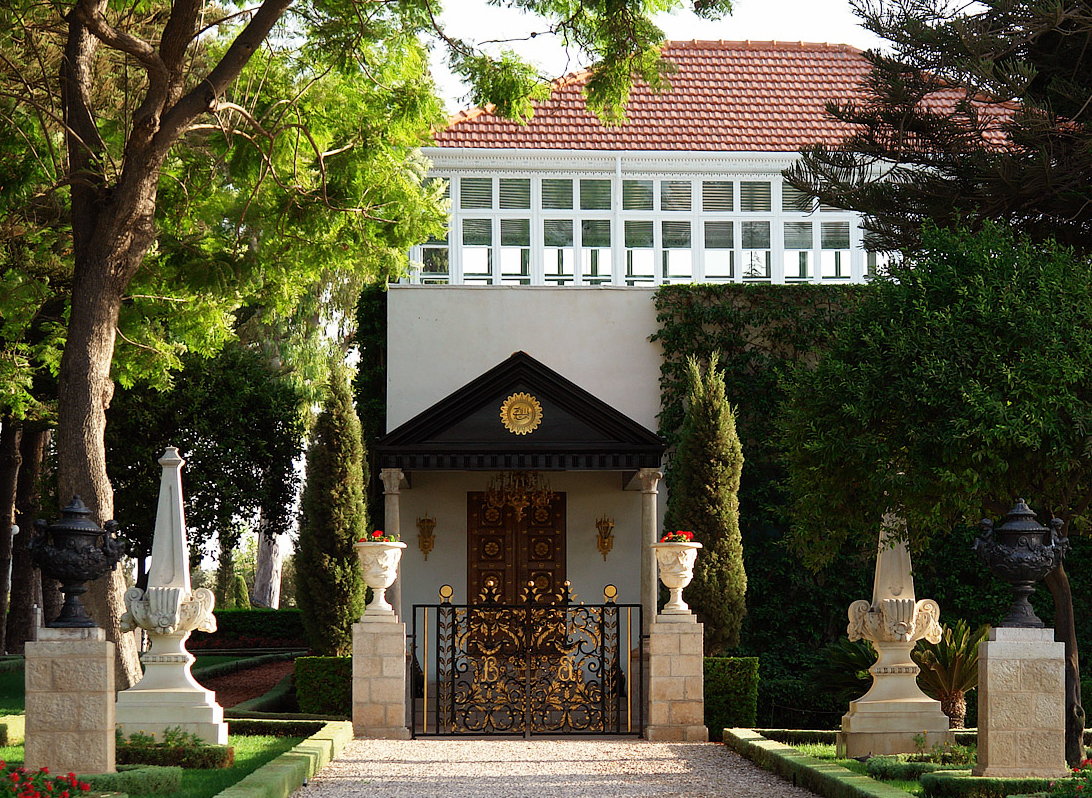
Der Schrein Baha’u’llahs in Bahji bei Akka, Israel

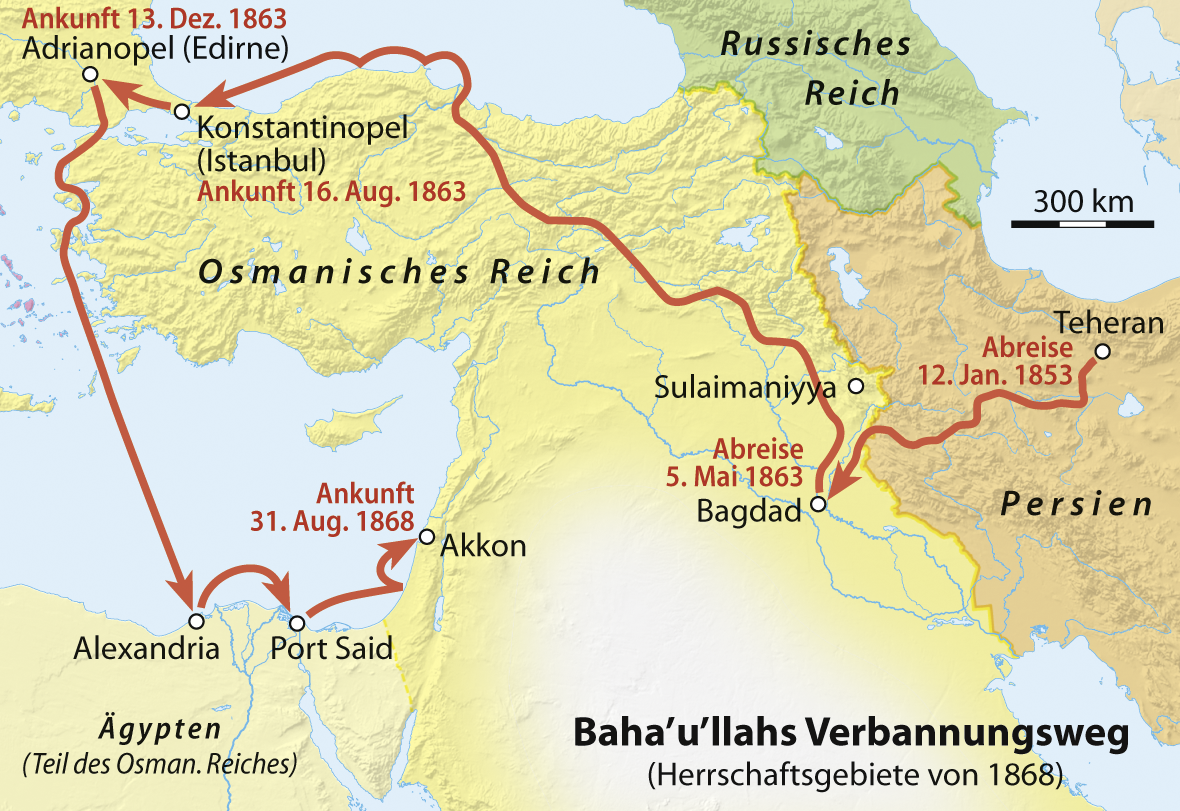
Der Verbannungsweg Baha’u’llahs

Mirza Husayn Ali Nuri wurde am 12. November 1817 in Teheran im heutigen Iran als Sohn des persischen Beamten Mirza Buzurg geboren. Ihm wurde angeboten, der Laufbahn seines Vaters zu folgen, was er jedoch ablehnte. Er widmete sich lieber der Armenfürsorge und spirituellen Fragen. 1844 schloss er sich dem Babismus an, nachdem er vom ersten Anhänger des Bab, Mulla Husayn Bushru’i, eine Schriftrolle erhielt und so von dieser neuen Offenbarung erfuhr. Obwohl er schnell einer der bedeutendsten Babis wurde, traf er den Bab nie persönlich.
Baha’u’llah leitete von Juni bis Juli 1848 die Konferenz von Badascht, auf der geklärt werden sollte, ob es sich beim Babismus um eine Reformbewegung des Islam oder um eine eigenständige Religion handeln sollte. Das Ergebnis war die völlige Spaltung vom Islam, was nach dem Willen  Baha’u’llahs war und vom Bab aus seiner Gefangenschaft bestätigt wurde. Daraufhin verstärkten sich die Verfolgungen gegenüber den Babis und gipfelten in der öffentlichen Hinrichtung des Bab am 9. Juli 1850 in Täbris.
Infolge der Verfolgungen wurde Baha’u’llah 1852 ins Teheraner Gefängnis Siyah-Chal („Schwarzes Loch“) eingekerkert. Zwar wurden viele seiner Mithäftlinge hingerichtet, aber von einer Hinrichtung Baha’u’llahs wurde abgesehen, da er großes öffentliches Ansehen genoss und sich westliche Botschafter für ihn einsetzten. Die dort beginnenden mystischen Erfahrungen Baha’u’llahs sehen die Bahai als den Beginn seiner Offenbarung.
Infolge seiner im Teheraner Gefängnis erlittenen Krankheiten wurde Baha’u’llah ins Exil nach Bagdad geschickt, wohin ihm Subh-i-Azal und andere Babis folgten. Dort kam es zu ersten Spannungen zwischen den Halbbrüdern und Baha’u’llah zog sich daraufhin ins kurdische Bergland der Provinz Silêmanî zurück. Als er nach Bagdad zurückkehrte, kam er schnell zu Ansehen und Einfluss, was dem persischen Konsul missfiel und daraufhin die Verbannung nach Istanbul erwirkte.
Vor seiner Abreise erklärte Baha’u’llah am 8. April 1863 im Garten Ridvan einigen seiner Anhänger, der vom Bab verheißene „den Gott offenbaren werde“ zu sein. Von Istanbul aus wurde Baha’u’llah weiter nach Edirne verbannt, wo er ab dem Frühjahr 1866 öffentlich seinen Anspruch erhob und Sendschreiben an die wichtigsten Herrscher der damaligen Zeit verfasste. 
Infolge des daraufhin eskalierenden Streites zwischen Baha’u’llah und Subh-i-Azal wurde Baha’u’llah nach Akkon in Palästina verbannt, wo er am 31. August 1868 ankam. Hier verfasste er weitere Sendschreiben an bedeutende Herrscher und den Kitab-i-Aqdas, das „Heiligste Buch“. In den nächsten Jahren lebte er in Mazra’ih und Bahji, nördlich von Akkon.
Am 29. Mai 1892 starb Baha’u’llah in Bahji bei Haifa in Israel, wo sich heute das geistige Zentrum der Bahai-Gemeinde befindet.

### Abdu’l Baha

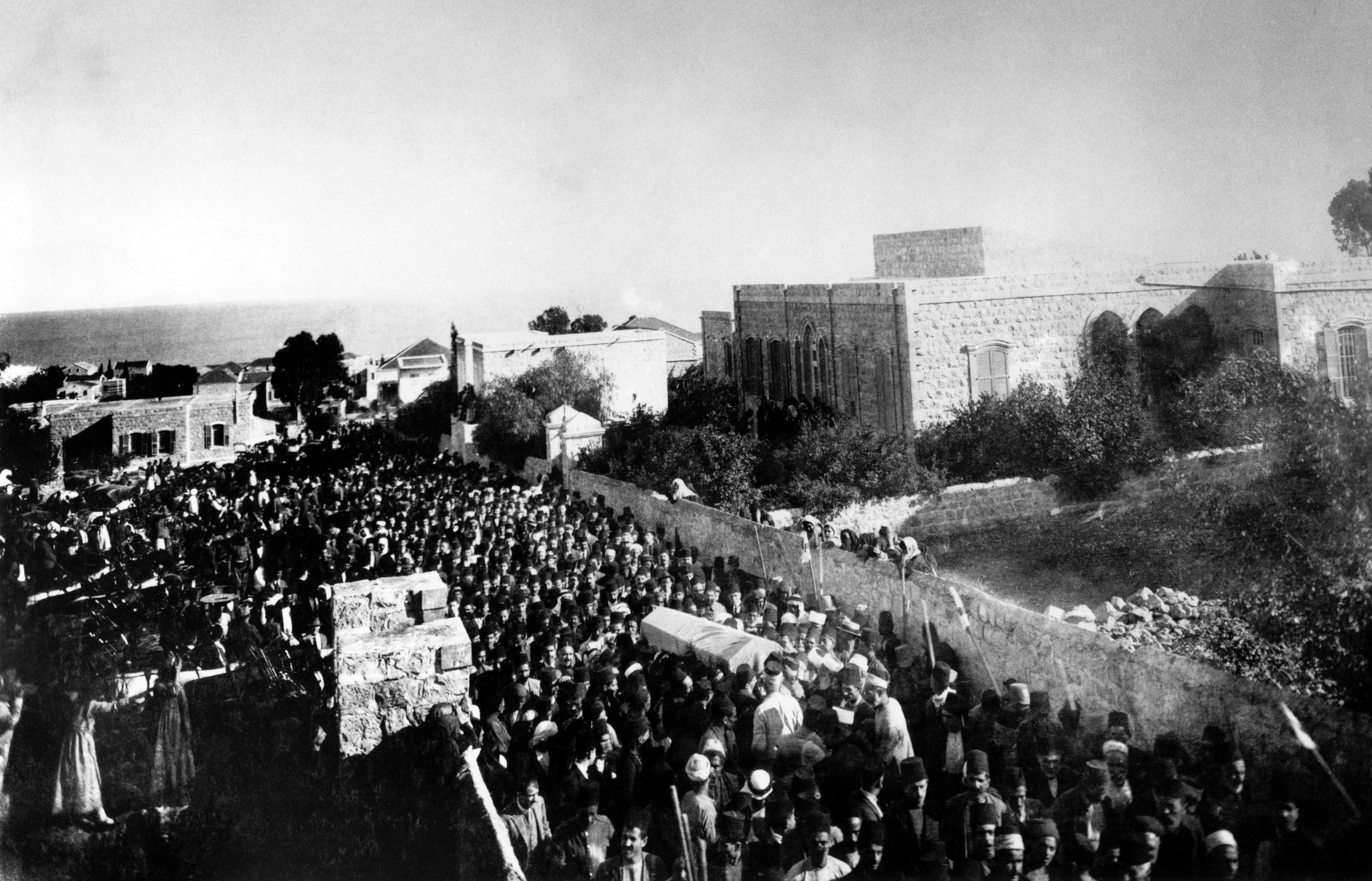
Die Beisetzung Abdu’l Bahas in Haifa

Abbas Effendi wurde am 23. Mai 1844 in Teheran im heutigen Iran als ältester Sohn Baha’u’llahs geboren. Baha’u’llah hatte testamentarisch verfügt, dass Abdu’l Baha die Leitung der Bahai-Gemeinde übernehmen sollte und zum Schriftenausleger ernannt wurde. Abdu’l Baha verbrachte über 60 Jahre in Gefangenschaft an der Seite seines Vaters und kam erst infolge der Jungtürkischen Revolution 1908 frei. Von 1919 bis 1913 besuchte er die 1892 gegründeten Gemeinden in Nordamerika, wo in seinem Beisein der Grundstein für das Haus der Andacht bei Chicago gelegt wurde, und Europa, wo er im Frühjahr 1913 Deutschland besuchte. Er erlangte große öffentliche Anerkennung durch sein humanitäres Engagement, vor allem während des Ersten Weltkrieges und wurde zum Ritter des britischen Empires geschlagen. Am 28. November 1921 verstarb Abdu’l Baha in Haifa in Palästina und wurde mit großer öffentlicher Anteilnahme bestattet.

### Shoghi Effendi

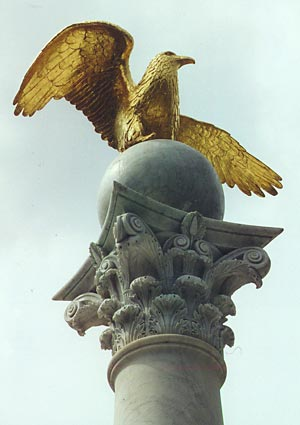
Bestattungsort von Shoghi Effendi

Shoghi Effendi wurde am 1. März 1897 in Akkon im heutigen Israel geboren. Testamentarisch ernannte Abdu’l Baha seinen Enkel Shoghi Effendi zum „Hüter“ des Bahai-Glaubens. Shoghi Effendi übersetzte einige der wichtigsten Schriften Baha’u’llahs ins Englische und war der letzte ernannte Schriftausleger. Unter seiner Leitung verbreitete sich die Bahai-Gemeinde in nahezu alle Länder der Erde. Er erwarb am Berg Karmel Land für das Bahai-Weltzentrum mit dem Schrein des Bab. Shoghi Effendi erwirkte die Gründung von Örtlichen sowie Nationalen Geistigen Räten und bereitete die Wahl zum ersten Haus der Gerechtigkeit vor. Am 4. November 1957 verstarb Shoghi Effendi plötzlich an der asiatischen Grippe in London im Vereinigten Königreich.

### Universales Haus der Gerechtigkeit

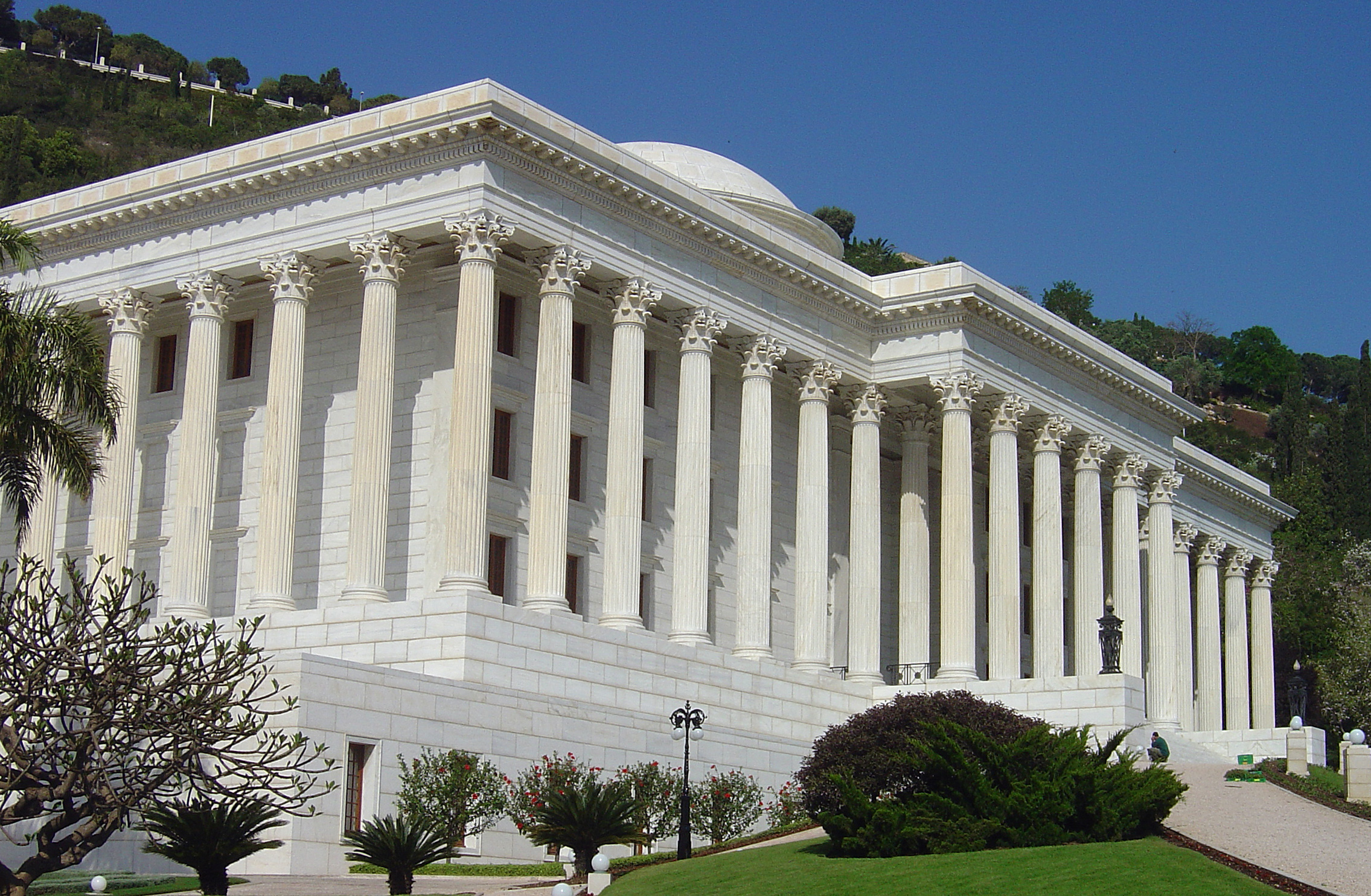
Das Universale Haus der Gerechtigkeit in Haifa, Israel

Seit der ersten Wahl der Mitglieder des Hauses der Gerechtigkeit 1963 führt das Haus die internationale Gemeinde und nahm 1972 die Statuten an. Im Juli 2008 wurde das Bahai-Weltzentrum, wo das Haus der Gerechtigkeit seit 1983 seinen Sitz hat, zum Weltkulturerbe ernannt.